# Хавин, Абрам Леонидович
Абрам Леонидович Хавин (1914, Российская империя — 19 января 1974, Киев, УССР, СССР) — советский шахматист, мастер спорта СССР (1940). Журналист, редактор шахматных отделов в ряде украинских газет. Участник многих чемпионатов Украины, лучший результат в 1954 — 1-е место. В чемпионате СССР (1944) — 11—14-е место.
В 1940 году победил во Львове на чемпионате западной Украины.

## Спортивные достижения
| Год  | Город  | Турнир                        | +  | − | = | Результат | Место |
| ---- | ------ | ----------------------------- | -- | - | - | --------- | ----- |
| 1937 | Киев   | 9-й чемпионат Украинской ССР  | 5  | 3 | 9 | 9½ из 17  | 6     |
| 1938 | Киев   | 10-й чемпионат Украинской ССР | 7  | 3 | 7 | 10½ из 17 | 4—6   |
| 1940 | Киев   | 12-й чемпионат Украинской ССР | 5  | 5 | 7 | 8½ из 17  | 10    |
| 1944 | Киев   | 13-й чемпионат Украинской ССР | 2  | 6 | 4 | 4 из 12   | 10—12 |
|      | Москва | 13-й чемпионат СССР           | 6  | 8 | 2 | 7 из 16   | 11—14 |
| 1948 | Киев   | 17-й чемпионат Украинской ССР | 9  | 5 | 4 | 11 из 18  | 5—8   |
| 1954 | Киев   | 23-й чемпионат Украинской ССР | 10 | 2 | 6 | 13 из 18  | 1     |

## Книги
- Первая книга шахматиста, К., 1952 (на украинском языке).